# Fahrwangen
Fahrwangen é uma comuna da Suíça, no Cantão Argóvia, com cerca de 1.659 habitantes. Estende-se por uma área de 5,00 km², de densidade populacional de 332 hab/km². Confina com as seguintes comunas: Aesch (LU), Beinwil am See, Bettwil, Meisterschwanden, Sarmenstorf, Schongau (LU).
A língua oficial nesta comuna é o Alemão.